# Lene Hau
Pour les articles homonymes, voir Hau.
Lene Vestergaard Hau (née le 13 novembre 1959 à Vejle, Danemark) est une physicienne et professeure danoise. Elle enseigne la physique théorique et appliquée à l'université Harvard. Elle est connue pour avoir mené une équipe de cette université qui a réussi, en 1999 et 2001, à ralentir un faisceau lumineux en utilisant un superfluide. Plus récemment, elle a étudié des propriétés des atomes ultra-froids (en) à l'échelle nanométrique (en). 
En plus de son enseignement et de ses recherches, Hau participe régulièrement à des conférences internationales et s'implique dans l'élaboration de politiques scientifiques de plusieurs institutions,.

## Carrière
Après avoir obtenu un baccalauréat en mathématiques en 1984, Hau poursuit ses études à l'université d'Aarhus, où elle obtient une maîtrise en physique deux ans plus tard. Elle fait par la suite un doctorat à la même université en physique quantique, qui l'amène à passer plusieurs mois au Centre européen de recherche nucléaire (CERN). Elle reçoit son diplôme en 1991, puis change de branche et se joint à la Rowland Institute for Science (en) de Cambridge, où elle commence ses recherches sur le ralentissement de la lumière et les atomes froids. 
En 1999, Hau accepte un postdoctorat de deux ans à l'université Harvard. Bien que formée en physique théorique, Hau s'intéresse à la physique expérimentale et vise à créer un condensat Bose–Einstein. « Hau demande des fonds à la National Science Foundation afin de réaliser le condensat, mais sa demande est refusée en raison de sa formation de théoricienne, qui ne lui permettrait pas de réaliser une expérience aussi difficile,. » Malgré cela, elle trouve une autre source de financement et mène une équipe de Harvard qui réussit, en utilisant un superfluide, à ralentir un faisceau lumineux. Cette expérience a des impacts importants dans les domaines du chiffrement quantique (en) et de l'informatique quantique.
La même année, en septembre, elle est nommée au poste de Gordon Mckay (en) Professor of Applied Physics and Professor of Physics de Harvard.